# Famille de Tavel
La famille de Tavel est une famille noble originaire du Pays de Vaud. À l'origine, la famille s'appelait famille Mestral de Rue.
La famille est bourgeoise de Berne depuis 1629.

## Histoire
Le premier membre de la famille qui apparaît dans les sources est Humbert Mestral de Rue.
Franz Karl von Tavel est conseiller d'État du canton de Berne de 1831 à 1838 et de 1843 à 1846.

### liens externes
- Notice dans un dictionnaire ou une encyclopédie généraliste :   - Dictionnaire historique de la Suisse